# Erich Kästner Schule (Hamburg)
Die Erich Kästner Schule ist eine  staatliche Stadtteilschule im Hamburger Stadtteil Farmsen-Berne. Die Schule hat die Langform, beinhaltet also sowohl Primar- wie Sekundarstufe und Oberstufe. Die Schule unterhält zwei Standorte: an der Berner Au werden Vorschulklassen und die Jahrgänge 1 bis 6 unterrichtet, am Hauptstandort Hermelinweg die Jahrgänge 7 bis 13. Die Schule wurde 1979 als Gesamtschule aus der Volksschule Berner Au und dem Gymnasium Hermelinweg gebildet. 1987 wurde die Gesamtschule Farmsen-Berne nach Erich Kästner benannt. 2010 wurde die Gesamtschule wie alle Hamburger Gesamtschulen zur Stadtteilschule umgewandelt. Mit der Schreibung ohne Durchkopplung folgt die Schule dem Wunsch Kästners.

## Geschichte
1979 wurde das Gymnasium Hermelinweg zusammen mit der Volksschule Berner Au auf Elterninitiative hin zur Gesamtschule Farmsen-Berne umgewandelt, welche die beiden Standorte weiter nutzte. 1987 wurde die Gesamtschule Farmsen-Berne nach Erich Kästner benannt. 2008 war die Erich-Kästner-Gesamtschule Finalist beim Deutschen Schulpreis.
Die Erich-Kästner-Gesamtschule wurde 2010 im Rahmen der Hamburger Schulreform zur Stadtteilschule der Langform (Erich-Kästner-Schule – Grund- und Stadtteilschule) umgewandelt. 2014 wurde die Schule mit dem Jakob Muth-Preis für Inklusion ausgezeichnet, den in dem Jahr bundesweit fünf Schulen erhielten. Laut Schulentwicklungsplanung (2019) wird die Grundschulabteilung der Schule 3-zügig und die Stadtteilschule 6-zügig geführt. Dies soll sich nach der Planung nicht ändern.

## Standorte und Baugeschichte

### Berner Au

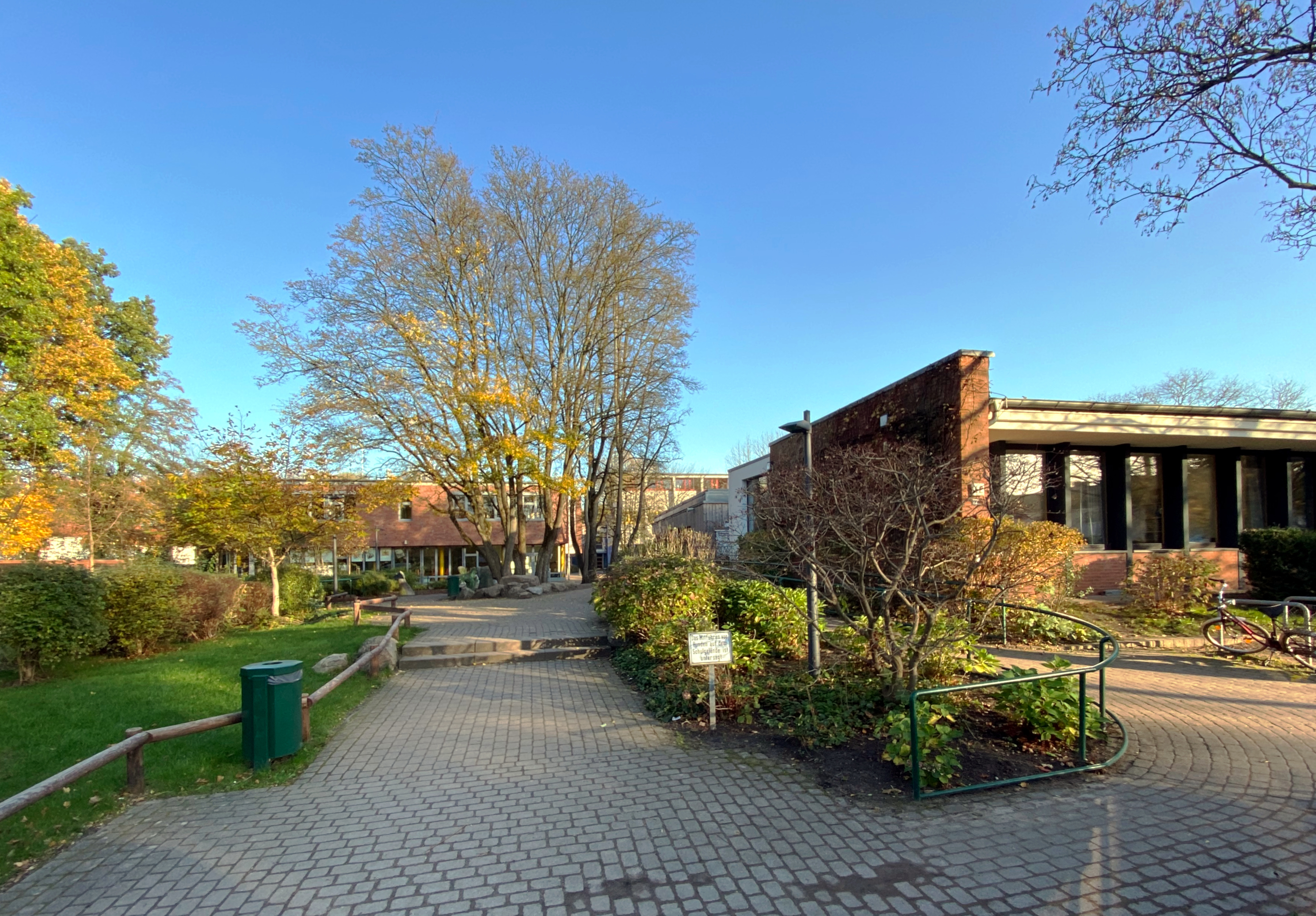
Pavillonbauten am Standort Berner Au

An der Berner Au wird die Vorschule, Grundstufe sowie die 5. und 6. Klasse unterrichtet. Das etwa 26.000 m² große Schulgelände liegt westlich der Wohngebiets-Straße An der Berner Au, rückwärtig durch Grünanlagen und ein Rückhaltebecken der Berner Au vom Berner Heerweg getrennt.
Der Bau der Schule Meilskamp begann 1957, der erste Bauabschnitt war 1958 fertiggestellt. Die Entwürfe der Serienbauten stammten vom Hamburger Hochbauamt, insbesondere dessen Leiter Paul Seitz. Typisch für die Entstehungszeit sind der Verwaltungs-Pavillon rechts des Eingangs und der Kreuzbau in der Mitte des Schulgeländes, der im September 1959  eingeweiht wurde. Die restlichen Gebäude sind baulich verändert oder jüngeren Datums.
Zwischen 2011 und 2014 entstand an der Berner Au ein neues Klassenraumgebäude mit acht Grundschulräumen, eine neue Gymnastikhalle und ein Schulrestaurant mit Produktionsküche und vier Grundschulräumen im Obergeschoss.

### Hermelinweg

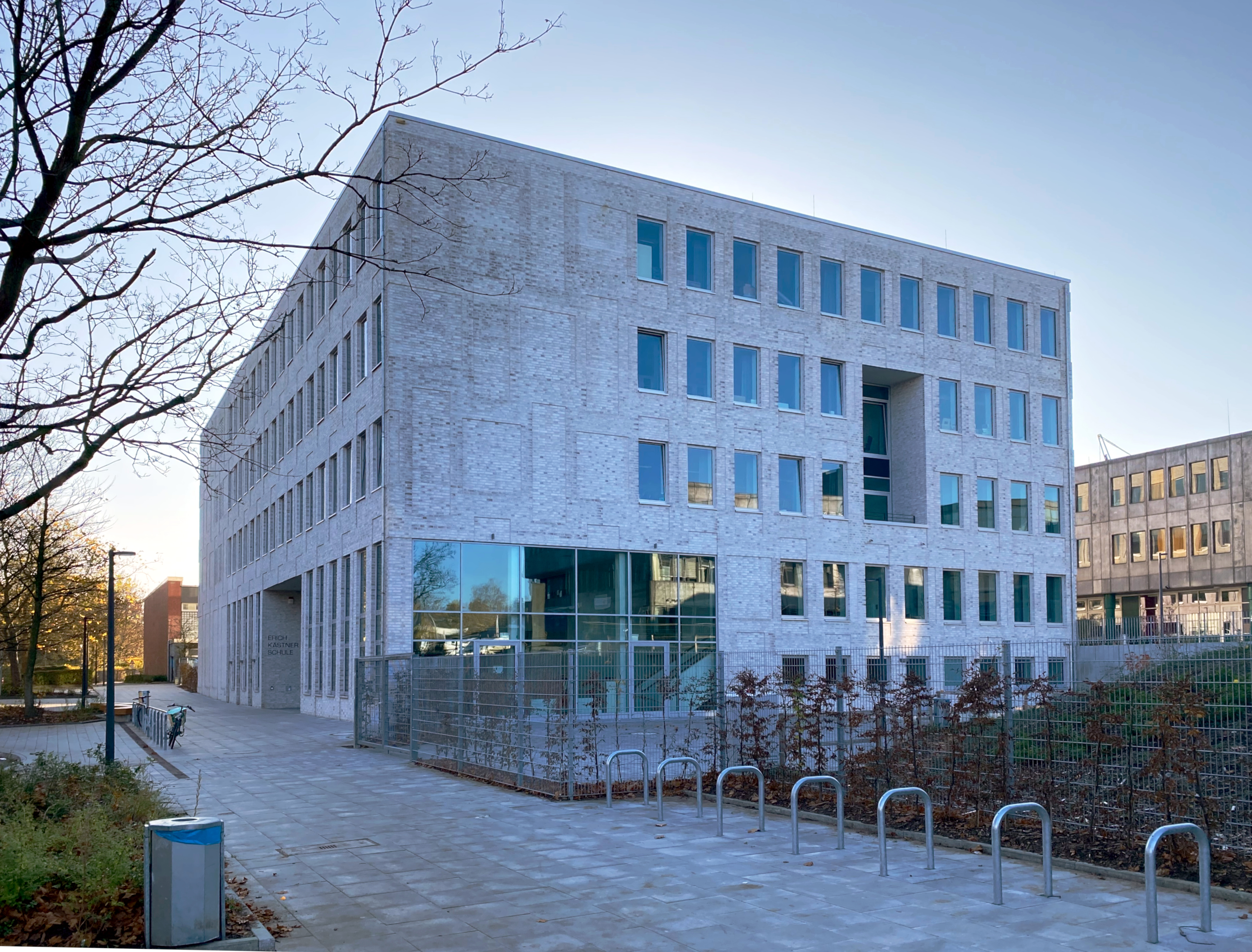
Neubau von 2020 am Standort Hermelinweg

Am Hermelinweg wird die 7. bis 10. Klasse sowie die Oberstufe unterrichtet. Das etwa 18.000 m² große Schulgelände liegt westlich des Berner Heerwegs, zwischen der Abzweigung der Straße Neusurenland im Norden und dem Berufsförderungswerk im Süden. Das Schulgelände schließt direkt an die Berufliche Schule Farmsen an (BS 19, früher G16).
Das Doppel-H-Gebäude wurde ab 1970 erbaut. Es handelt sich um einen Serienbau des Hamburger Hochbauamtes vom Typ-68, bei dem zwei parallele, dreigeschossige Riegel vom Schustertyp die Unterrichtsräume aufnehmen, verbunden durch zwei Treppenhäuser. Die Gebäude für das Gymnasium Hermelinweg wurden 1973 fertiggestellt. Die Einfeld-Sporthalle wurde im Zuge der Errichtung des Schulzentrums 1976 erbaut. Der nichtunterkellerte Stahlbeton-Skelettbau ist ein Serienbau der 25er-Serie, die Fassade besteht aus Sichtbetontafeln. 1981 wurden am Standort Hermelinweg weitere Neubauten nach Entwurf von Peter Gorges und Lambert Rosenbusch erbaut.
2007 wurde der südliche, dreiseitig umschlossene Vorhof des Doppel-H-Gebäudes bebaut. Von 2016 bis 2018 wurden das Doppel-H-Gebäude und die 1-Feld Turnhalle saniert. Dabei wurde das Hauptgebäude der Erich-Kästner-Schule (Entwurf Gorges & Rosenbusch) abgerissen. Der Ersatzneubau für das Hauptgebäude wurde nach Plänen von SEHW Architekten bis 2020 errichtet. Der fünfgeschossige Neubau nimmt auf etwa 5300 m² Grundfläche für Fachklassenräume auf, dazu eine Mensa mit Küche, Verwaltung, Aula und Foyer.

## Schulprofil
Die Erich Kästner Schule ist eine teilgebundene Ganztagsschule. Die Schule hatte im Schuljahr 2020/21 knapp 1350 Schüler, und gehört damit zu den zehn größten allgemeinbildenden Schulen in Hamburg. Der Einzugsbereich im engeren Sinn besteht aus Farmsen-Berne, Bramfeld und  Rahlstedt.
Bei der Erhebung des Sozialindex für Hamburger Schulen 2011 wurde für die Erich Kästner Schule ein Sozialindex von 3 errechnet. Dies bezieht sich auf eine Skala von 1 (nachteilige Voraussetzungen der Schülerschaft, höchster Förderbedarf) bis 6 (beste Voraussetzungen, kein Förderbedarf). Bei der 2021 publizierten Neuberechnung des Sozialindex blieb dieser Wert für die Erich Kästner Schule konstant bei 3. Im Schuljahr 2016/17 hatten gut 25 % der Schüler an der Schule einen Migrationshintergrund, deutlich unter dem Durchschnitt aller Hamburger Stadtteilschulen.